# (24856) Messidoro
(24856) Messidoro est un astéroïde de la ceinture principale.

## Description
(24856) Messidoro est un astéroïde de la ceinture principale. Il fut découvert le 15 janvier 1996 à Cima Ekar par Maura Tombelli et Claudio Casacci. Il présente une orbite caractérisée par un demi-grand axe de 2,72 UA, une excentricité de 0,25 et une inclinaison de 8,8° par rapport à l'écliptique.

## Compléments